# Mortal Kombat: Defenders of the Realm
Mortal Kombat: Defenders of the Realm (también conocido como MKDOTR) es una serie de dibujos animados de la famosa saga de videojuegos Mortal Kombat. Fue transmitida por USA Network en los Estados Unidos.

## Historia
La serie es una secuela spin-off de la primera película de Mortal Kombat compartiendo muy poca relación con cualquiera de los juegos, aunque el diseño de los personajes está parcialmente tomado de Mortal Kombat 3 y Ultimate Mortal Kombat 3. Quizás el aspecto más notable de la serie era el debut de Quan Chi, un personaje clave en la serie MK, que a la posterior debutó en los juegos en el título Mortal Kombat Mythologies: Sub-Zero.
Tanto el diseño y la naturaleza de algunos personajes varió considerablemente de los juegos, como así también se ignoraron personajes relevantes de la saga, como Johnny Cage, Kung Lao o Mileena. En cambio, hubo varios personajes originales de la serie, siendo el mencionado Quan Chi el único en ser tenido en cuenta para los juegos posteriores de la saga.
El show se centró en un grupo de guerreros reunidos por Raiden para defender el Reino de la Tierra (Earthrealm) de invasores que entraron a través de portales de varias otras dimensiones. Los guerreros reunidos fueron Liu Kang, Kurtis Stryker, Sonya Blade, Jax, Kitana, y Sub-Zero, con Nightwolf funcionando principalmente como soporte técnico, pero aún luchando en varias ocasiones. Los guerreros operaban desde una base oculta de donde Nightwolf y Raiden controlaban las aperturas del portal. Shao Kahn era el villano principal, siendo el responsable de permitir que otros reinos o personajes independientes (como Scorpion) invadan Earthrealm. El final involucró a Kitana, como líder de una rebelión de Outworld contra Kahn.

## Episodios
| N° de Episodio | Título                                                    | Escrito por                | Estreno en Estados Unidos |
| --- | --------------------------------------------------------- | -------------------------- | ------------------------- |
| 01 | «Kombat Begins Again» «El Kombate Empieza Otra Vez»       | Sean Catherine Derek       | 21 de septiembre de 1996  |
| Los defensores tratan de detener a los cyborgs del Lin Kuei comandados por Cyrax y Sektor, hasta que Sub-Zero los ayuda. Desconfiando de él lo llevan a la base, la cual es atacada por Baraka, quien la encontró gracias a un rastreador implantado en Sub-Zero. |                                                           |                            |                           |
| 02 | «Sting of the Scorpion» «La Picadura del Escorpión»       | Sean Catherine Derek       | 28 de septiembre de 1996  |
| En las montañas del Himalaya, Scorpion encuentra un templo el cual es una puerta para atraer otros demonios. El espectro la usara para ejercer control sobre la Tierra. Los defensores llegan y es el mismísimo Sub-Zero quien lo desafía, pero es derrotado. Liu Kang desafía a Scorpion y lo vence. Junto con Sub-Zero lo inmovilizan y lo mandan de nuevo al Netherrealm. |                                                           |                            |                           |
| 03 | «Acid Tongue» «Lengua Ácida»                              | Sean Catherine Derek       | 5 de octubre de 1996      |
| Un ejército de Raptores (la raza de Reptile) comandados por el zaterrano Komodai invaden, y los defensores van por ellos. En el kombate, Komodai daña los circuitos de los implantes biónicos de Jax, volviéndolos inservibles. Jax pierde su autoestima, por lo cual su compañera Sonya decide ir a buscar los circuitos, pero es emboscada por Komodai. Jax va a su rescate mientras el resto de los defensores luchan contra Sheeva y los Shokan. Jax derrota a Komodai sin sus implantes y rescata a Sonya. |                                                           |                            |                           |
| 04 | «Skin Deep» «Piel Profunda (Heridas superficiales)»       | Steve Granat y Cydne Clark | 12 de octubre de 1996     |
| Un portal en Nueva Guinea se abre, y junto a él aparece Rain, un guerrero edeniano y conocido de la princesa Kitana, quien les informa de otra invasión y de recuperar unos artefactos mágicos en el Outworld. Durante la lucha, Rain secuestra a Kitana, y Liu Kang, quien desconfiaba mucho de Rain, va en su ayuda junto con Stryker. Rain y Liu Kang luchan, pero cuando el templo se derrumba, todos deciden huir, los defensores llegan a salvo a la Tierra. |                                                           |                            |                           |
| 05 | «Old Friends Never Die» «La Amistad Nunca Muere»          | Mark Hoffmeier             | 19 de octubre de 1996     |
| Nuevamente los cyborgs del Lin Kuei atacan, pero esta vez, además de Cyrax y Sektor, aparece Smoke, un viejo amigo de Sub-Zero. Este le comenta a los defensores que ellos eran como hermanos en el clan, pero ante la decisión del Gran Maestro, Oniro, de convertir a sus guerreros en cyborgs, deciden dejar el clan. Ambos fueron perseguidos por Oniro, el cual logró capturar a Smoke. Sub-Zero quiere comprobar si existe aun el alma de su amigo y lo encara. Smoke lo reconoce como enemigo y ataca, pero Sub-Zero le recuerda el juramento mutuo de no luchar entre ellos. Smoke toma conciencia y salva a su camarada de los cyborgs y de Oniro.                       |                                                           |                            |                           |
| 06 | «Familiar Red» «Un Símbolo Conocido (Rojo Familiar)»      | Sean Catherine Derek       | 26 de octubre de 1996     |
| Múltiples portales se abren en la Tierra, pero son falsos. El equipo le pide explicaciones a Nightwolf, el cual también está confundido. Entonces Nightwolf usa su poder de chamán para averiguar lo que pasa. Se trataba de Kano, líder del clan Dragon Negro, que uso un aparato que creaba falsos portales. Lo encuentran en una pirámide egipcia en donde momias vivientes los atacan. Finalmente llegan con Kano y lo derrotan. |                                                           |                            |                           |
| 07 | «Fall from Grace» «Salir Del Equipo (Caída en desgracia)» | Mark Hoffmeier             | 2 de noviembre de 1996    |
| Durante otro ataque de los Shokan, Sonya desobedece la estrategia de Stryker y se lanza sola al ataque. Justo a tiempo, Stryker la salva de un ataque directo de Sheeva, arriesgándose a sí mismo. Raiden y Nightwolf se dirigen a la acción, mientras un Sonya se queda con Stryker en la base, quien le confiesa su dificultad de integrar un equipo luego de la caída de su compañero. Por descuido de Sonya, los Shokan invaden la base y depende de ella repelerlos y ganarse nuevamente la confianza del equipo. |                                                           |                            |                           |
| 08 | «The Secret of Quan-Chi» «El Secreto De Quan Chi»         | Steve Granat y Cydne Clark | 9 de noviembre de 1996    |
| El hechicero encuentra un cristal mágico que revela lo oscuro de las almas, el cual usa para hacer que los defensores se odien entre ellos. Raiden les comunica que deben ir a Zaterra a recuperar el cristal, pero caen en una trampa de Quan Chi, el cual les insta a Kombatir entre ellos, pero Nightwolf les recuerda que solo depende del respeto y del honor la victoria. Los defensores logran romper el hechizo y derrotan a Quan Chi. |                                                           |                            |                           |
| 09 | «Resurrection» «La Resurrección»                          | Sean Catherine Derek       | 16 de noviembre de 1996   |
| Shao Kahn decide revivir y darle otra oportunidad a Shang Tsung. Una misteriosa orbe que controla los elementos de la Tierra debe tener como poseedor un ser de alma maligna, y Shang Tsung es el indicado. La orbe además debilita a Raiden, situación advertida por Jax quien se queda a cubrirlo. Shang Tsung reta a Raiden al combate mortal, este acepta a pesar de su perdida de poderes. Mientras ambos Kombaten, Jax rescata a los defensores antes de que Shang Tsung los aniquile. Raiden derrota al hechicero y envía la orbe a los confines del Netherrealm. |                                                           |                            |                           |
| 10 | «Swords of Ilkan» «Las Espadas De Ilkan»                  | Sean Catherine Derek       | 23 de noviembre de 1996   |
| En un equipo con supremacía masculina, Sonya se siente sola y sin comprensión, entonces busca apoyo en Kitana. Al principio juntas no congeniaban debido a la diferencia que había entre ambas, pero cuando Zara, una antigua rival de Kitana, toma prisionero a Jax para recuperar las espadas de Ilkan, no dudan en actuar juntas, lo que provoca más confianza mutua. |                                                           |                            |                           |
| 11 | «Amends» «La Enmienda»                                    | Steve Granat y Cydne Clark | 30 de diciembre de 1996   |
| Kano y el Black Dragon atacan nuevamente. en el ataque, Sonya se encuentra en un gran peligro pero es rescatada por un misterioso guerrero enmascarado: se trataba de Kabal, un expolicía y exmiembro del clan de Kano. Luego de dejar el clan, Kabal fue atacado salvajemente por un escuadrón de exterminio de Shao Kahn, pudo sobrevivir pero al costo de vivir dependiendo de un respirador mecánico. Kano desarrolló un portal para viajar por los reinos pero afortunadamente fue detenido por Kabal y los defensores. Raiden ofreció a Kabal unirse al equipo pero este declino, para luchar en solitario.                                                                 |                                                           |                            |                           |
| 12 | «Abandoned» «Abandonado»                                  | Sean Catherine Derek       | 7 de diciembre de 1996    |
| Cansado de la lucha constante, Jax abandona el equipo, a pesar de los intentos de disuasión de sus camaradas. Jax se recluye en la casa de su abuelo, en compañía de Ruby, una muchacha que había conocido en el lugar. Pero Ruby resultó ser una agente de Shao Kahn que buscaba saber la ubicación de la base de los defensores. Jax es capturado por Ermac y Ruby y encarcelado en los calabozos del castillo de Shao Kahn. Sus amigos van a ayudarlo, pero son derrotados por Ermac. Cuando todo parecía perdido, Ruby decide ayudar a Jax y a los defensores a escapar. Jax entonces entiende que solo habrá paz cuando los Kombates terminen.                               |                                                           |                            |                           |
| 13 | «Overthrown» «Derrocado»                                  | Sean Catherine Derek       | 14 de diciembre de 1996   |
| El asalto final al imperio de Shao Kahn comienza, y para ello, Kitana llega a un acuerdo con Sheeva y los Shokan, pero en realidad Sheeva resultó ser Shang Tsung, sin que Kitana se de cuenta. El día llegó y la rebelión comienza, los guerreros se enfrentan a Shao Kahn y Ermac, esperando la ayuda de Sheeva. Los Shokan llegan, pero bajo el mando de Shang Tsung, quien se dispone también a tomar el trono del Outworld y luego invadir la Tierra. Shao Kahn huye pero aparece Raiden junto con guerreros Centauros y Tarkatas, quienes luchan contra Shang Tsung y los Shokan. Raiden y los defensores regresan a la Tierra, lamentando que la rebelión de Kitana falle. |                                                           |                            |                           |

## Personajes
Protagonistas
- Clancy Brown - Raiden
- Brian Tochi - Liu Kang
- Cree Summer - Kitana
- Luke Perry - Sub-Zero
- Dorian Harewood - Jax
- Olivia d'Abo - Sonya Blade
- Tod Thawley - Nightwolf
- Ron Perlman - Kurtis Stryker

Ocasionales
- Dawnn Lewis - Sheeva
- Josh Blyden - Komodai
- Rino Romano - Rain
- Neil Ross - Shang Tsung / Motaro
- Frank Welker - Criatura de 6 cabezas
- Jeremy Ratchford - Smoke
- Jack Angel - Oniro / Computadora
- Michael Des Barres - Kano / Capitán
- John Vernon - Shao Kahn
- John Garry - Zenkaro
- Nick Chinlund - Quan Chi
- Peter Renaday - Sacerdote de la oscuridad
- Kevin Michael Richardson - Kabal / Ladrón del Dragón Negro / Ermac
- John Rhys-Davies - Asgarth

## Información adicional
USA Network emitió episodios de Defenders en conjunto con esos de la serie de dibujos animados Street Fighter. El doble de la cantidad de episodios (26) fue producida para Street Fighter. Kung Lao, Johnny Cage, Mileena, Sindel, Noob Saibot, Goro, y Kintaro no fueron vistos ni mencionados durante la serie. Kung Lao o más específicamente su ancestro el Gran Kung Lao sería el foco de atención en la serie de imagen real Mortal Kombat: Conquest.

## Lanzamientos en DVD
Tres volúmenes de los doce episodios (excluyendo Sting of the Scorpion), fueron lanzados en el Reino Unido, mientras que en Australia, la serie completa fue lanzada a partir de seis volúmenes. La serie completa fue lanzada también en un set de dos DVD en Rusia, contienendo doblajes tanto en ruso como en inglés. Brasil también recibió un set en DVD de tres discos, con un nuevo doblaje portugués brasileño y audio en inglés original. Solo un número selecto de episodios estuvieron disponibles individualmente en VHS, y no hay planes de ser lanzada en DVD. En 2008 también fue editada en España en 4 DVDS individuales componiendo la totalidad de la serie e incluyendo el doblaje de España y el inglés, posteriormente los 4 DVDS fueron recopilados en un pack.